# 基督二性论
基督二性论是基督论的一个观点，认为耶稣基督是同质同位格的人，他有两个不同但不可分离的人性和神性。这一观点与位格合一的观点有关。